# クローズ・アップ (映画)
『クローズ・アップ』（ペルシア語: نمای نزدیک Nema-ye Nazdik ）は、イランの映画製作者アッバス・キアロスタミが監督した1990年公開の映画である。この映画は映画製作者モフセン・マフマルバフに成りきったある男による現実上の試みの物語であり、ある家族を彼の新作映画の出演者であると信じ込ませている。それは巻き込まれた人々を出演させ、人々は自分自身として演じている。人間のアイデンティティに関する映画であり、それにより西側でキアロスタミは評価を高めた。
ナンニ・モレッティの短編映画『イル・ジョルノ・デッラ・プリマ・ディ・クローズ・アップ』は、ある映画館主が独立系映画館でキアロスタミの映画を上映する準備をしているところを追っている。

## キャスト
- ホセイン・サブジアン
- ハッサン・ファラズマンド
- アボルファズル・アハンカハー
- メハダッド・アハンカハー
- ハスハング・シャハイ
- モフセン・マフマルバフ